# Kovačevac (Mladenovac)
Pour les articles homonymes, voir Kovačevac.

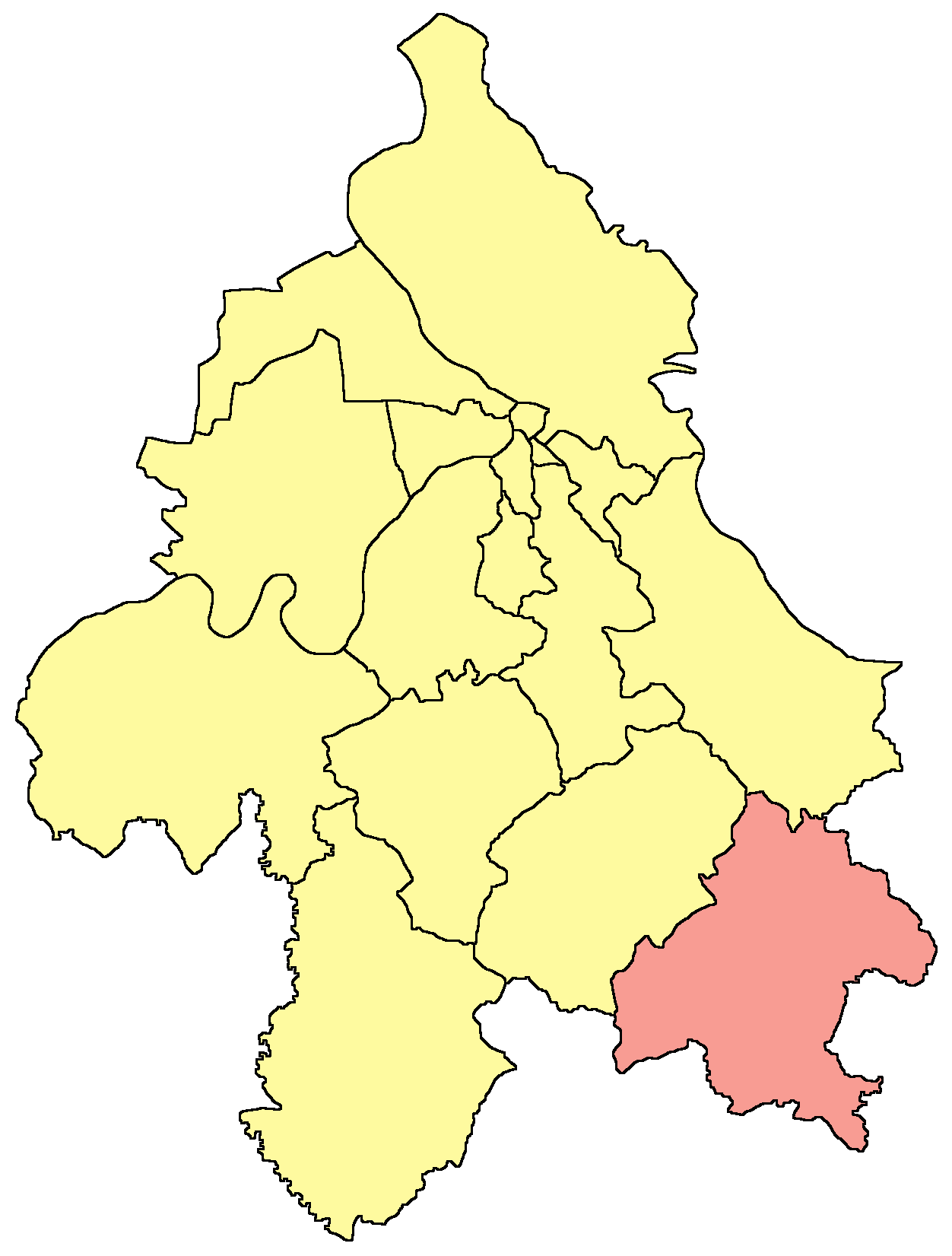
Localisation de la municipalité de Mladenovac dans la Ville de Belgrade

Kovačevac (en serbe cyrillique : Ковачевац) est une localité de Serbie située dans la municipalité de Mladenovac et sur le territoire de la ville de Belgrade. Au recensement de 2011, elle comptait 4 161 habitants.

## Démographie

### Évolution historique de la population
| 1948  | 1953  | 1961  | 1971  | 1981  | 1991  | 2002  | 2011  |
| ----- | ----- | ----- | ----- | ----- | ----- | ----- | ----- |
| 4 379 | 4 637 | 5 039 | 4 518 | 4 506 | 4 693 | 4 349 | 4 161 |

|  |